# هيجة مطارضي (طور الباحة)

تعديل مصدري - تعديل

هيجة مطارضـى هي إحدى قرى عزلة طور الباحة بمديرية طور الباحة التابعة لمحافظة لحج، بلغ تعداد سكانها 107 نسمة حسب تعداد اليمن لعام 2004.